# Rudolf Koelman

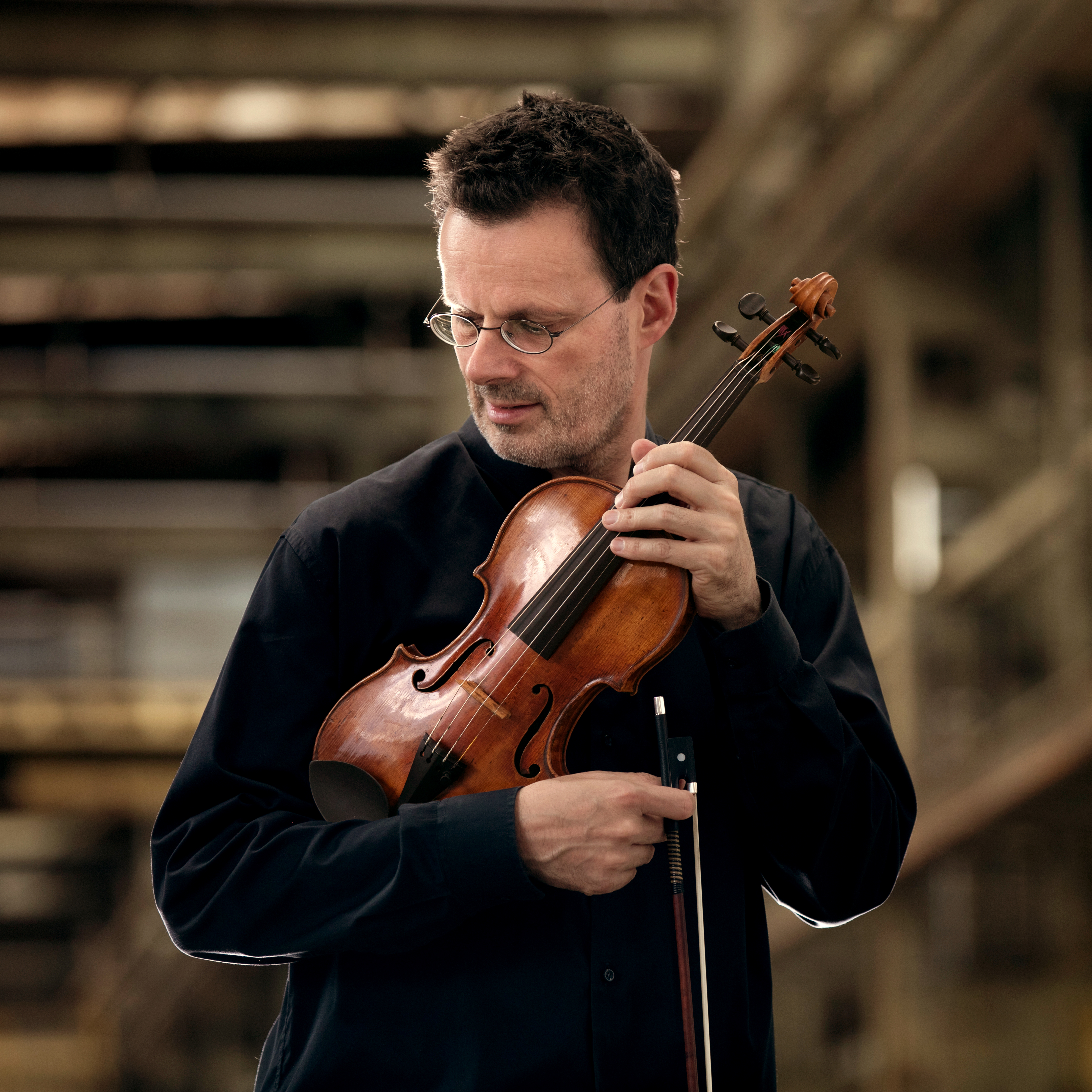
Rudolf Koelman 2017

Rudolf Koelman (* 2. Oktober 1959 in Amsterdam) ist ein niederländischer Violinist und Professor an der Zürcher Hochschule der Künste. Er wohnt zurzeit in Winterthur.

## Leben

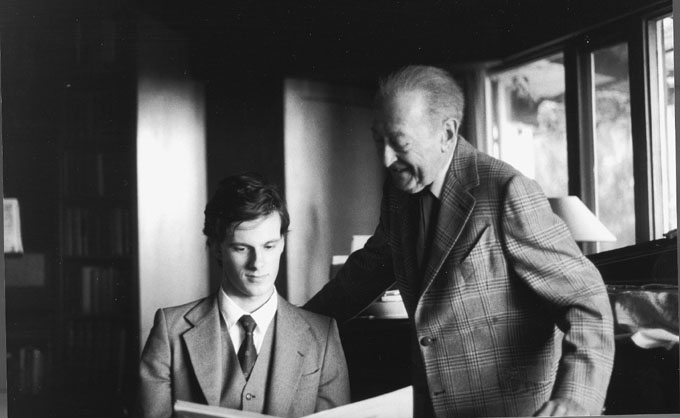
Rudolf Koelman und Jascha Heifetz (Los Angeles 1979)

Koelman erhielt mit sieben Jahren den ersten Geigenunterricht bei Jan Bor. Ab 1972 studierte er bei Herman Krebbers am Amsterdamer Konservatorium und war von 1978 bis 1981 einer der letzten Schüler von Jascha Heifetz an der University of Southern California in Los Angeles.
Von 1984 bis 1989 unterrichtete Koelman als Professor am Vorarlberger Landeskonservatorium in Österreich. Zusätzlich wurde er ab 1987 zum Professor am Konservatorium und Musikhochschule Winterthur berufen. Zwischen 1996 und 1999 war er erster Konzertmeister des Amsterdamer Concertgebouw-Orchesters. Von 2000 bis 2005 lehrte er als Professor für Violine und Kammermusik an der Robert Schumann Hochschule Düsseldorf und übernahm anschließend eine Professur an der Zürcher Hochschule der Künste (ZHdK) sowie die Leitung der ZHdK Strings, einem aus Studierenden der ZHdK bestehenden Streichorchesters. Daneben ist Koelman als Solist, Gastprofessor und Juror tätig.
Koelman konzertierte als Solist mit u. a.: Amsterdams Sinfonietta, Berner Symphonieorchester, Bruckner Orchester Linz, Haydn Sinfonietta Wien, Tiroler Symphonieorchester Innsbruck, WDR Funkhausorchester, Korean Broadcasting System Symphony Orchestra KBS, Orchestre de Chambre de Lausanne, Queensland Symphony Orchestra, Royal Concertgebouw-Orchester, Stuttgarter Philharmoniker, Südwestdeutsche Philharmonie, Philharmonieorchester Tokio, Orchester Musikkollegium Winterthur und Zürcher Kammerorchester.
Als Solist, Konzertmeister oder Kammermusiker trat er auf mit Musikern und Dirigenten wie u. a. Joshua Bell, Douglas Boyd, Ronald Brautigam, Rudolf Buchbinder, Riccardo Chailly, Colin Davis, Richard Dufallo, Thomas Demenga, Sir John Eliot Gardiner, Nikolaus Harnoncourt, Philippe Herreweghe, Godfried Hoogeveen,  Heinz Holliger, Maris Janssons, Ton Koopman, Radu Lupu, Nikita Magaloff, Orfeo Mandozzi, Shlomo Mintz, Viktoria Mullova, Roger Norrington, Kurt Sanderling, Wolfgang Sawallisch, Duncan McTier, Raphael Wallfisch, Thomas Zehetmair, Frank Peter Zimmermann und Jaap van Zweden.
Als CD-Aufnahmen erschienen unter anderem die drei Sonaten von Johannes Brahms, die beiden Sonaten von Sergej Prokofjew sowie Le Quattro Stagioni von Antonio Vivaldi. Die bekannteste ist die Live-Aufnahme von den 24 Capricci von Niccolò Paganini aus dem Jahre 1996.
Rudolf Koelman besitzt eine Violine von Giovanni Francesco Pressenda aus dem Jahr 1829 (Turin/Italien) und spielt die Stradivari „Woolhouse“ aus dem Jahr 1720.

## Diskografie
- J.S. Bach, Eugène Ysaÿe, Edvard Grieg: 3 Sonaten (Grieg mit Ferenc Bognàr) 1984 (LP)
- Rudolf Koelman spielt seine Lieblingszugaben: 16 virtuose compositionen mit Ferenc Bognàr ORF 1986 (LP-CD)
- Camille Saint-Saëns, Pablo de Sarasate: Intr. et Rondo Capriccioso, Zigeunerweisen, Musikkollegium Winterthur, 1988
- Julius Conus: Violinkonzert e-moll, (live)Take One records 1990
- Fritz Kreisler: 16 Masterpieces, mit Ulrich Koella, Ars 1991
- Johannes Brahms: The Violin Sonatas, mit Antoine Oomen, Ars 1991
- Sergei Prokofjew: 2 Sonaten, mit Antoine Oomen, Ars 1993
- Johannes Brahms, Gustav Mahler, Alfred Schnittke Pianoquartetten, Wiediscon 1994
- Antonio Vivaldi: Le Quattro Stagioni, Ars 1995
- Niccolò Paganini: 24 Capricci, (live)Wiediscon 1996 & Hänssler Classics 2004
- Jean-Marie Leclair: 6 Duosonaten mit Henk Rubingh, 1998
- „Das Magische Holz“ mit 15 Instrumenten von: Roberto Regazzi Dynamic & Florenus 2005
- W.A. Mozart 2 Duos Violine/Viola mit Conrad Zwicky Wiediscon 2007
- Wieniawski: Violinkonzert Nr. 2, d-moll Camille Saint-Saëns: Intr. et Rondo Capriccioso, Havanaise, Fremantle Chamber Orchestra/Jessica Gethin FCO 2008
- Niccolò Paganini Violinkonzerte Nr. 1 & Nr. 2, Netherlands Symphony Orchestra/Jan Willem de Vriend Challenge Classics CC72343, 2010
- Ernest Chausson: Poeme Op. 25 Maurice Ravel: Tzigane Pablo de Sarasate: Zigeunerweisen Pjotr Iljitsch Tschaikowski: Souvenir d'un lieu cher Op. 42, Fremantle Chamber Orchestra / Jessica Gethin, Christopher van Tuinen, Rubato Productions „10 years FCO“ 2015
- Sergei Prokofjew Violinkonzerte Nr. 1 & Nr. 2, Musikkollegium Winterthur/Douglas Boyd Challenge Classics CC72736, 2017